# Air India
Air India je vlajková letecká společnost Indie, sídlící na letišti Indiry Gándhíové v Novém Dillí a na letišti Čhatrapatího Šivádží v Bombaji. Je vlastněna státní společností Air India Limited, od roku 2014 je členem letecké aliance Star Alliance. Air India má sesterské společnosti Air India Regional pro regionální lety a nízkonákladovou společnost Air India Express.

## Historie
Společnost založil v roce 1932 indicko-francouzský podnikatel J. R. D. Tata pod jménem Tata Air Services. Později byla přejmenována na Tata Airlines a sloužila jako letecká pošta po Indii. Po Druhé světové válce byla přejmenována na Air India. V roce 1960 přibyl ve flotile společnosti Boeing 707, což bylo první proudové letadlo provozované asijskou leteckou společností v Asii.
V roce 2000–2001 se snažila vláda tuto společnost privatizovat, nepodařilo se. V roce 2006 se společnost sloučila se společností Indian, poté zaznamenala ztrátové období.

## Flotila

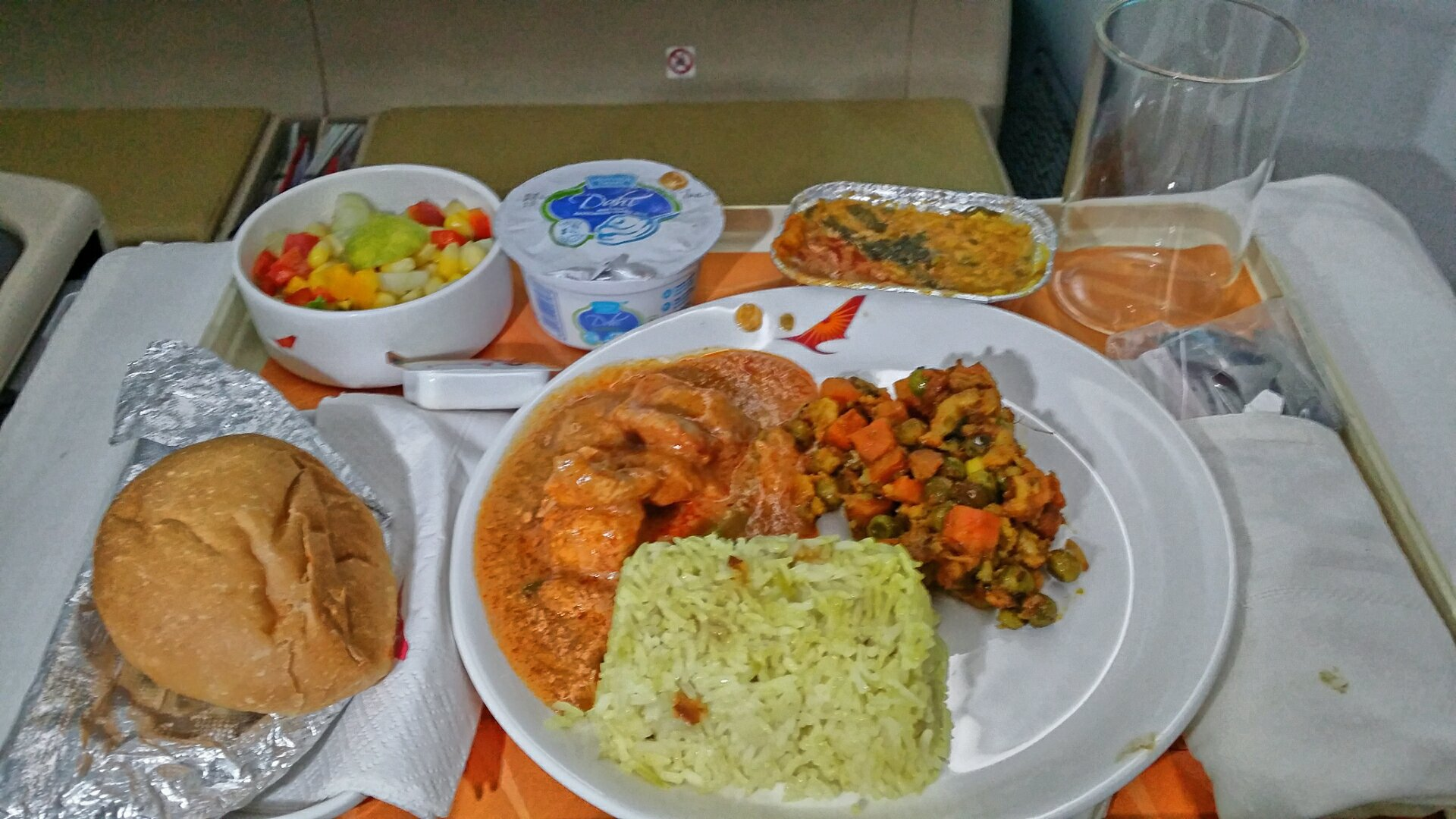
Air India jídlo v ekonomické třídě na dlouhém letu

V červnu 2017 společnost vlastnila 116 letadel, průměrné stáří letky bylo 8 let. Oproti červnu 2016 se tak letka zvětšila o 8 letadel a omládla a 2 roky.

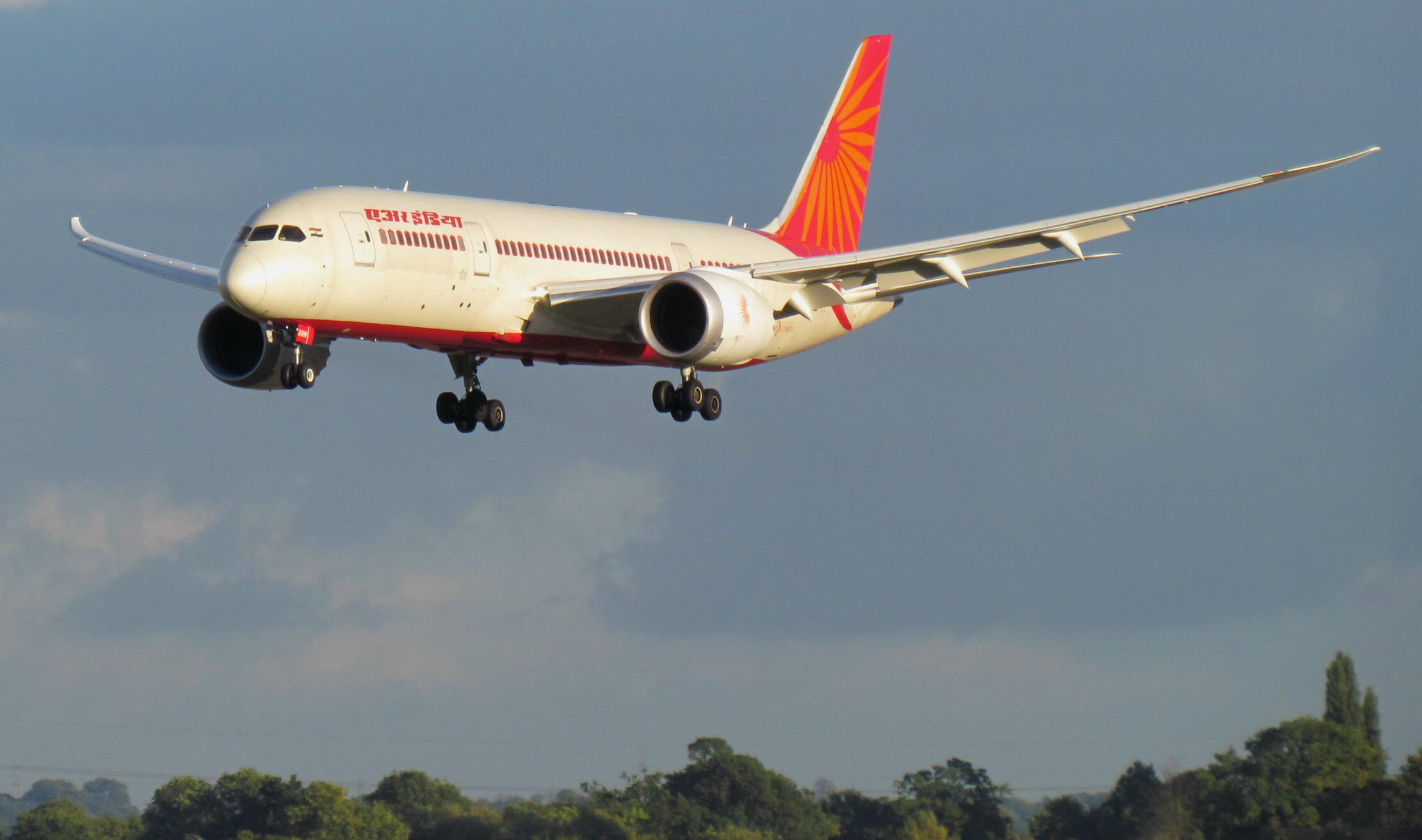
Boeing 787-8 Air India, 2013

| Letadlo          | Počet | Objednávky | Poznámky |
| ---------------- | ----- | ---------- | -------- |
| Airbus A319-100  | 22    | —          |          |
| Airbus A320-200  | 25    | —          |          |
| Airbus A320neo   | 7     | 7          |          |
| Airbus A321-200  | 20    | —          |          |
| Boeing 747-400   | 4     | —          |          |
| Boeing 777-200LR | 3     | —          |          |
| Boeing 777-300ER | 12    | 3          |          |
| Boeing 787-8     | 23    | 4          |          |
| Celkem           | 116   | 14         |          |

## Letecké nehody
- Let Air India 182
- Let Air India 171

## Galerie

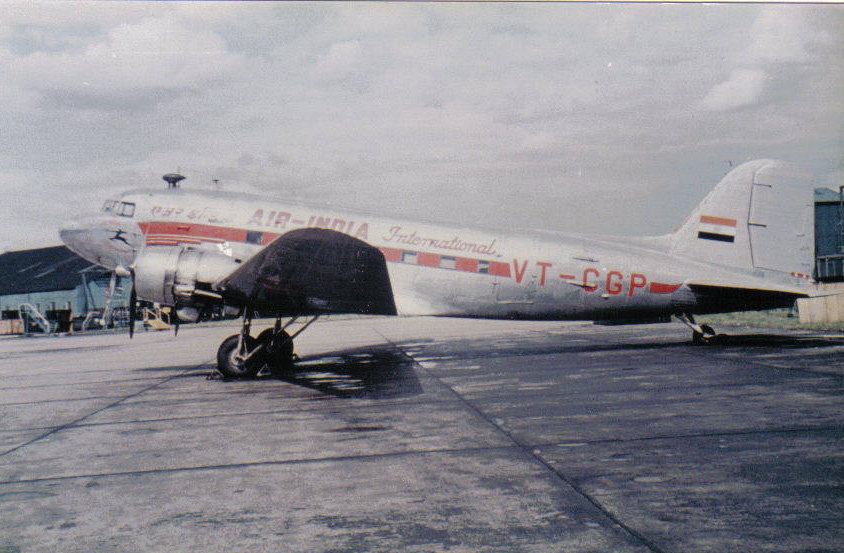
Douglas DC-3 na letišti Londýn–Heathrow
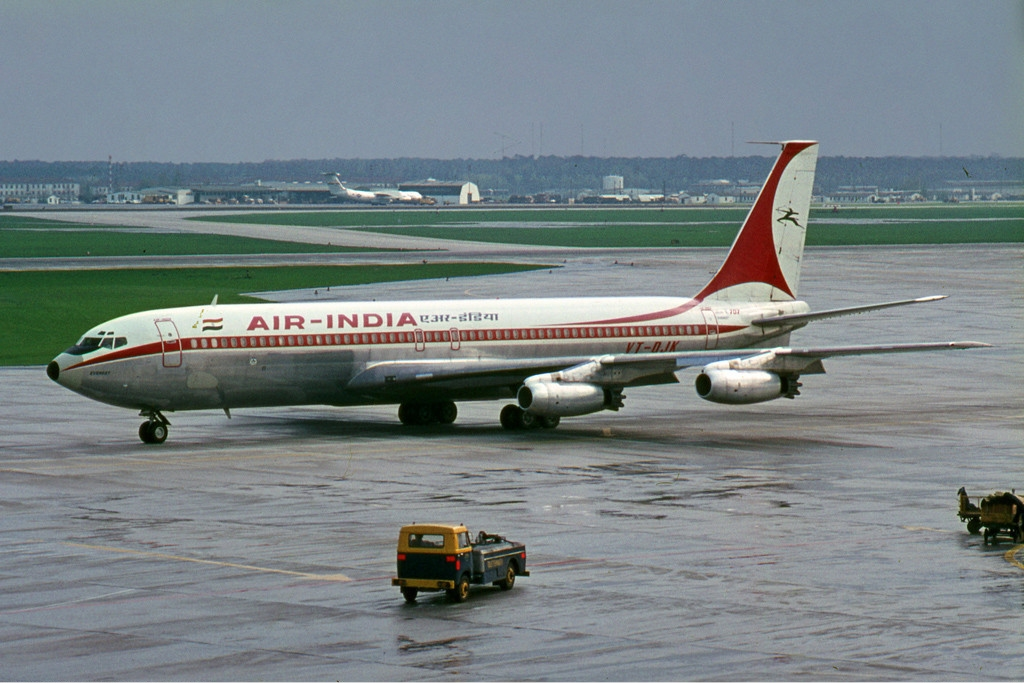
Boeing 707 na letišti Frankfurt nad Mohanem, 1970
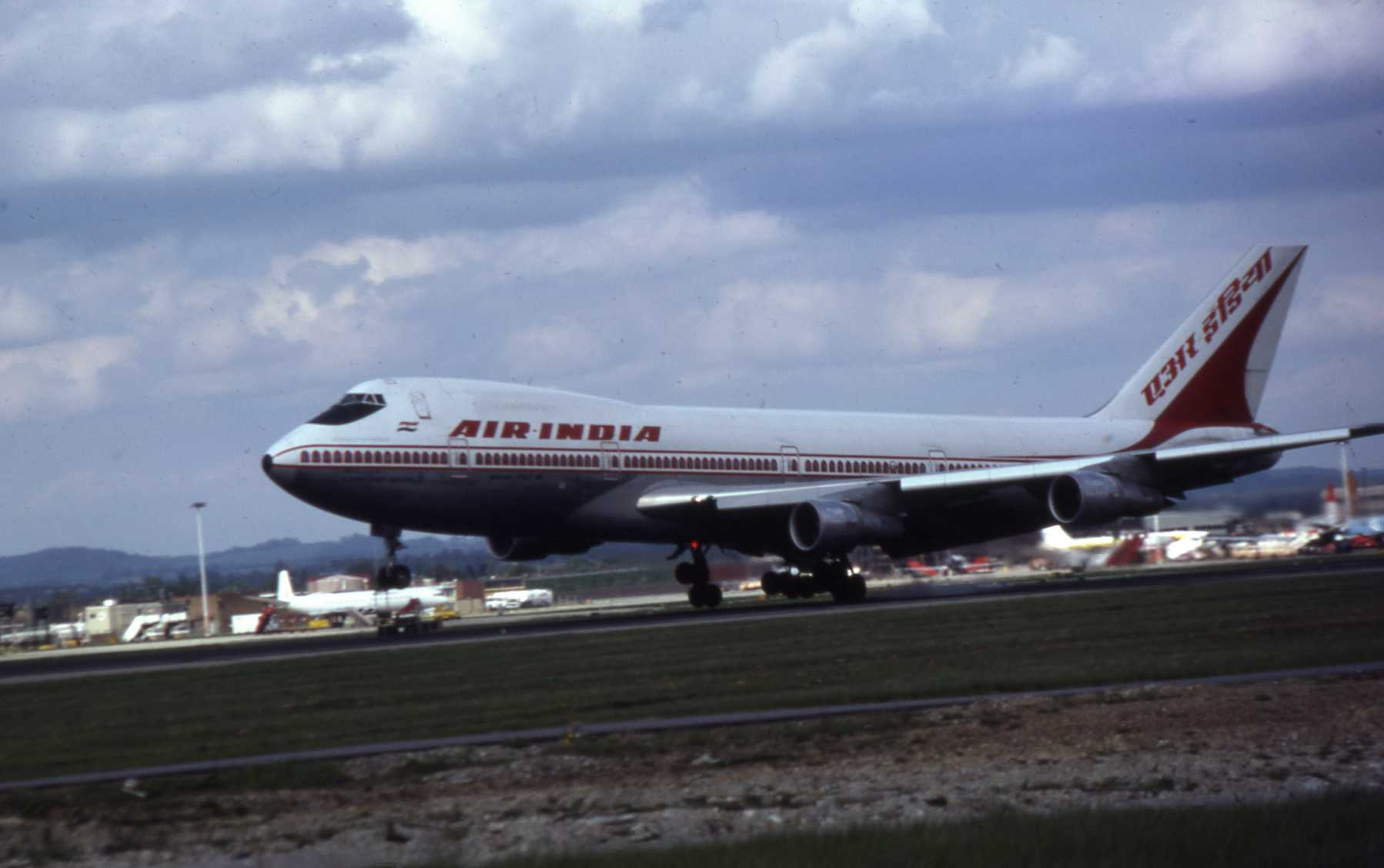
Boeing 747-200 v 70. nebo 80. letech
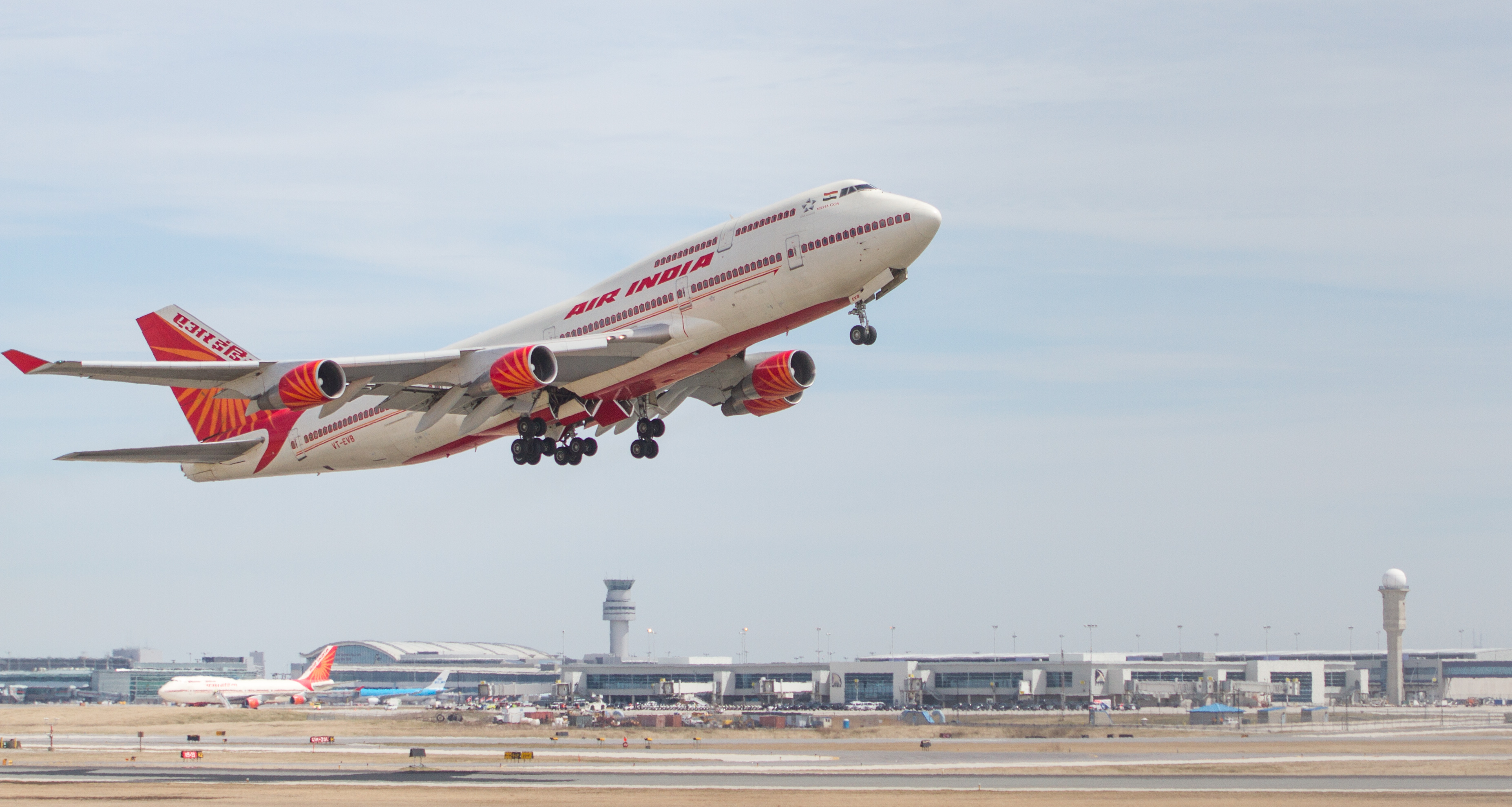
Boeing 747-400 vzlétá z Toronta, s Indickým prezidentem Naréndra Módí na palubě, 2015
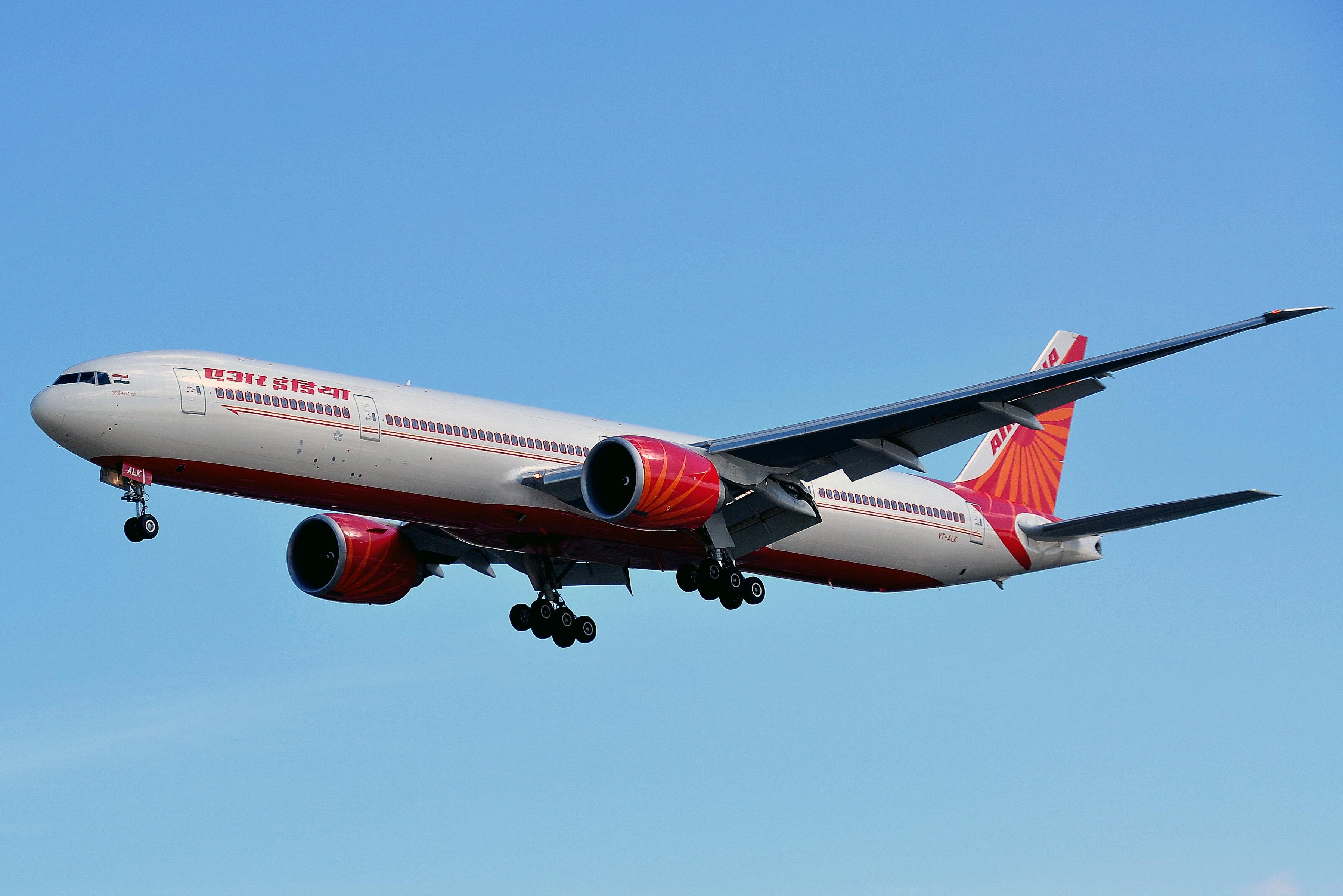
Boeing 777-300ER Air India
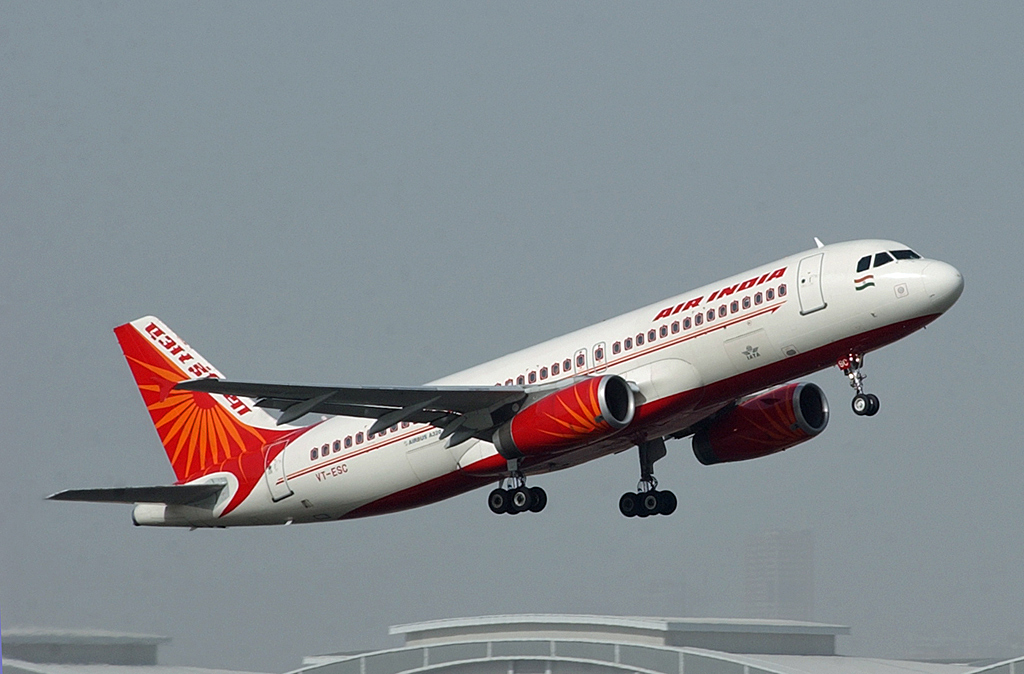
Airbus A320 Air India
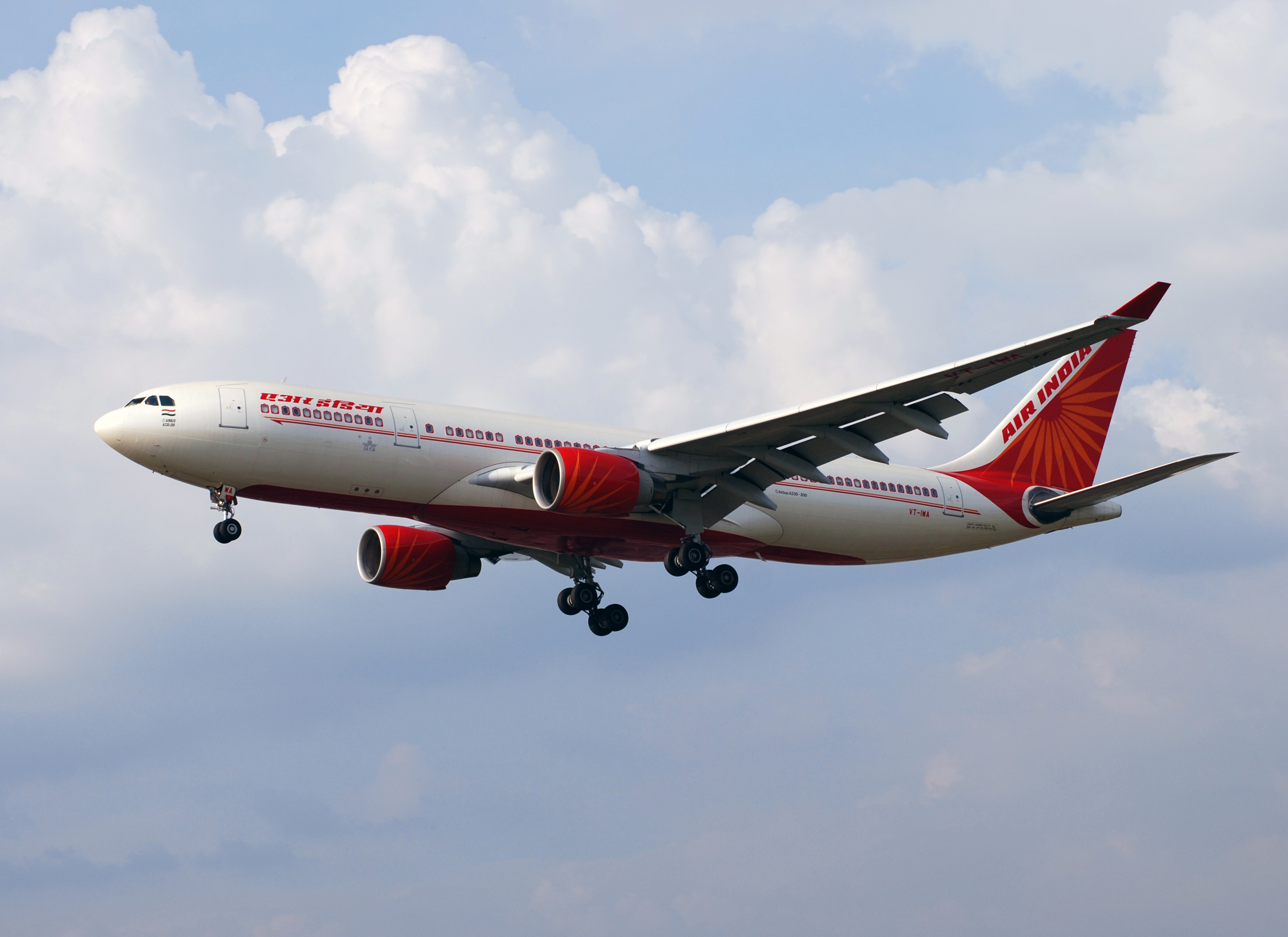
Airbus A330-200 přistávající na londýnském Heathrow
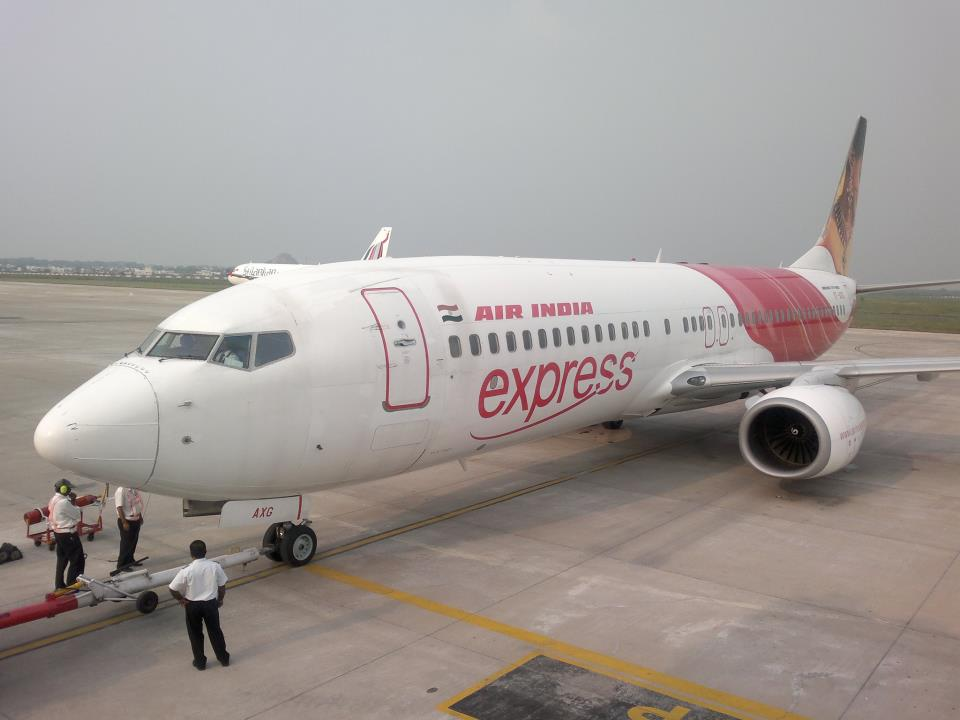
Boeing 737 Air India Express v roce 2012